# ميتالورج بيكاباد
نادي ميتالورج بيكاباد (بالأوزبكية: Metallurg Bekobod) هو فريق كرة قدم كرة قدم أوزبكي تأسس عام 1945. يلعب الفريق في الدرجة الممتازة من الدوري الأوزبكي. 

## وصلات خارجية
- الموقع الرسمي (بالأوزبكية) (بالروسية)
- FK Metallurg Bekobod – soccerway